# Andrea Volk

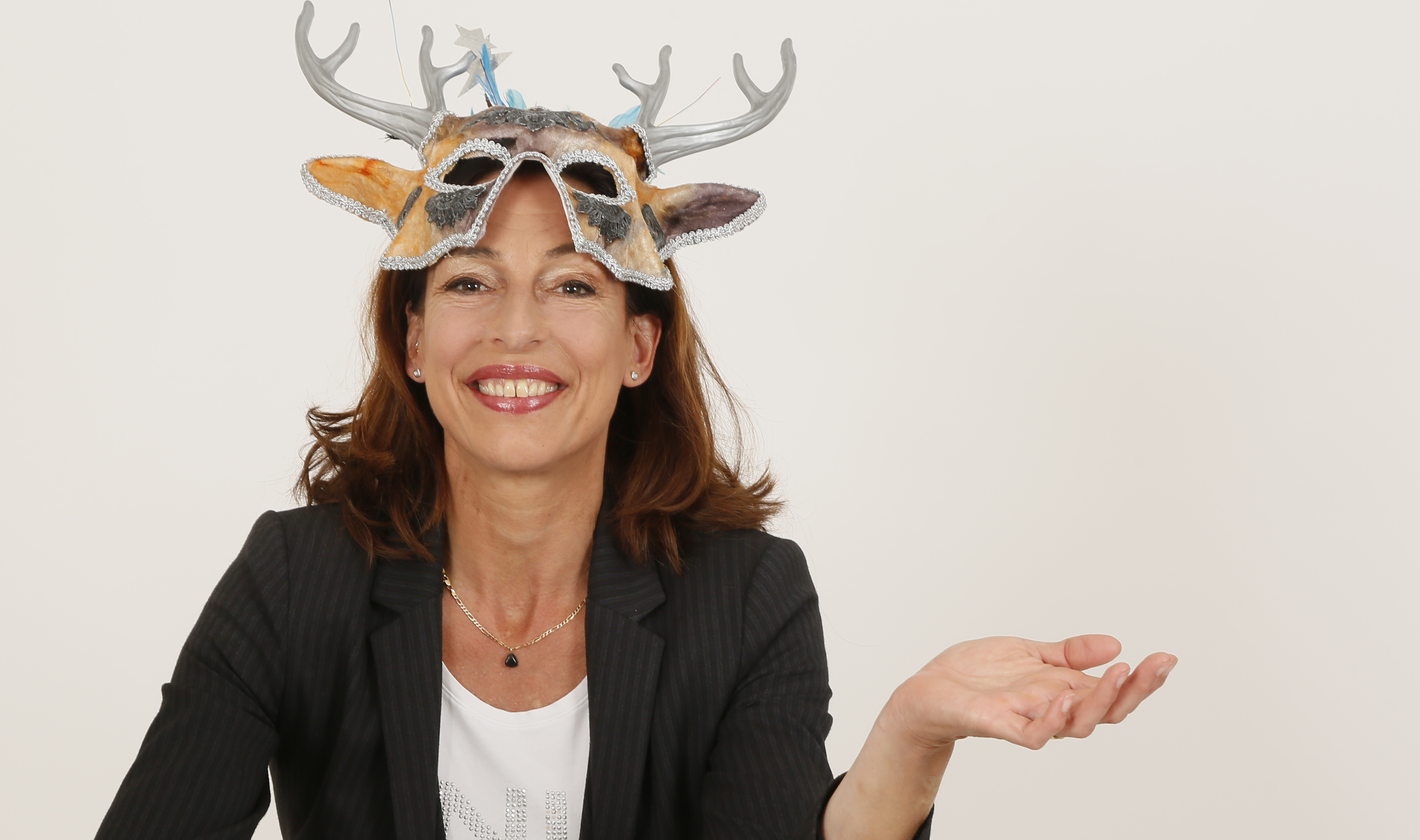
Andrea Volk (2017)

Andrea Volk (* 1964) ist eine deutsche Kabarettistin, Moderatorin und Buchautorin.

## Werdegang
Andrea Volk arbeitete als Journalist für den WDR und die Deutsche Welle in den Sparten Verbraucher, Arbeitsmarkt und Wissenschaft. Sechs Jahre lang arbeitete sie im Teleshopping-Bereich. 2005 gründete sie gemeinsam mit der Sängerin und Pianistin Nina Knecht das Duo Volk und Knecht. Sie traten mit folgenden Programmen auf: Asis Modestübchen – zwei Ladenhüter packen aus, Das geknechtete Volk, Grüße aus dem Fettnapf, Auf den Hengst gekommen und Christmas Vollfettstufe.
2011 brachte Volk parallel ihr erstes Soloprogramm VolksBelustigung heraus. Es folgte Teleshopping macht sexy (die Show zum Buch), Nur die Liege zählt (Urlaubscomedy) und Feier-Abend! Büro und Bekloppte, das auch im Rahmen von Firmenfeiern auszugsweise gebucht wird. Feier-Abend! Büro und Bekloppte beschäftigt sich mit dem Überleben im Digitalen Wandel 4.0. Als Comedy-Autorin war Volk für die Verlage Eichborn, Heyne, Hoffmann und Campe sowie für den SWR und WDR tätig. Ihre Spezialität ist Business-Kabarett zum Thema Industrieller Wandel 4.0/Arbeitswelt/Vertrieb nach Briefing.
Volk wohnt in Köln (Stand 2022). Sie engagiert sich für den Tierschutz und ist „Botschafterin“ des Deutschen Tierschutzbundes.

## Auszeichnungen
2017 gewann Andrea Volk mit ihrer Comedy-Partnerin Nina Knecht (Volk & Knecht) den ersten Platz beim Frauenpowerpreis 2017. 2018 gewann sie den Niedersächsischen Laubenpieper-Preis, 2019 den Publikumspreis der Tuttlinger Krähe, 2025 den Kabarettpreis Westfälisches Blindhuhn.

## Veröffentlichungen
- Auf den Hengst gekommen : ein Pferdehof-Krimi. Atlantik-Verlag, Hamburg 2015, ISBN 978-3-455-65020-4
- Wenn Sie jetzt anrufen, bekommen Sie den Moderator gratis dazu! : Unglaubliches aus der Welt des Teleshoppings. Heyne Verlag, München 2012, ISBN 978-3-453-64535-6
- Jetzt tanzen alle Puppen : aus dem Alltag einer Comedy-Fachfrau. Eichborn Verlag, Frankfurt/Main 2010, ISBN 978-3-8218-6088-6
- Böse Märchen für Erwachsene. Lerato-Verlag, Oschersleben 2007, ISBN 978-3-938882-65-8